# Gymnoscelis exangulata
Gymnoscelis exangulata là một loài bướm đêm trong họ Geometridae.